# امریک پرسبرگر
امریک پرسبرگر (انگلیسی: Emeric Pressburger؛ زاده ۵ دسامبر ۱۹۰۲ – درگذشته ۵ فوریهٔ ۱۹۸۸) نویسنده، فیلم‌نامه‌نویس و کارگردان اهل بریتانیا بود.
از فیلم‌های او می‌توان به قلبم تو را می‌خواند (نسخهٔ فرانسوی) و قلبم تو را می‌خواند (نسخهٔ آلمانی) اشاره کرد.

## آثار
● کشتن موش در یکشمبه (رمان) که بر اساس آن در سال ۱۹۶۴ فیلمی به نام اسب کهر را بنگر با بازی آنتونی کوئین ساخته شده است. این رمان در ایران با ترجمه آرش گنجی و توسط نشر جهان‌نو منتشر شده است.